# Æresgæld
Æresgæld er betegnelse for gæld, der ikke er juridisk bindende, men hvor der alligevel (fra skyldner, kreditor eller omgivelserne) er en forventning om betaling. At gælden ikke er juridisk bindende betyder at skyldner alene mister ære og anseelse ved misligholdelse.
Almindelige former for æresgæld er spillegæld (jævnfør talemåden "spillegæld er æresgæld") og forældet gæld.

## Eksternt link
- Æresgæld i Den Store Danske

| Økonomi | Spire Denne artikel om økonomi er en spire som bør udbygges. Du er velkommen til at hjælpe Wikipedia ved at udvide den. |